# Ułuda (Odkupienie)
Ułuda (Odkupienie) – naturalistyczna sztuka autorstwa Macieja Szukiewicza.

## Charakterystyka i fabuła
Premiera dramatu odbyła się 16 kwietnia 1898 roku na deskach Teatru Miejskiego w Krakowie. Głównym bohaterem opowieści jest polski malarz, który mieszka w Monachium, Mieczysław Kiryłło. Zatrudniał on w pracowni prostą, niemiecką dziewczynę, Matyldę, którą uwiódł, a następnie z przymusu i bez większego entuzjazmu, ożenił się z nią. Kobieta ta jest trywialna i według malarza ogranicza jego talent i rozwój. Mieczysław zataił przed Matyldą, że w Polsce ma dziewczynę, Helenę (nie zawiadomił jej o ożenku). Helena, zaniepokojona brakiem sygnałów od męża, przyjeżdża do Monachium, gdzie poznaje zaistniały stan rzeczy. Zrywa z Mieczysławem, który w afekcie rzuca się na ciężarną Matyldę i powala ją na podłogę. W trzecim akcie widz ma do czynienia z pogrzebem Matyldy, która w wyniku obrażeń przedwcześnie urodziła dziecko i sama zmarła. Przy katafalku pojawia się ojciec Heleny, który usiłuje doprowadzić młodych do zgody. Nie dochodzi jednak do żadnego porozumienia, ponieważ zarówno Helena, jak i Mieczysław zdają sobie sprawę z tego, że śmierć Matyldy i nienarodzonego dziecka na zawsze ciążyłaby nad ich szczęściem rodzinnym.
Sztuka reprezentowała nurt silnie naturalistyczny i epatowała widza brutalnymi, jak na ówczesne czasy, rozwiązaniami narracyjnymi. Silnie zauważalne są w niej wpływy Hermanna Sudermanna, młodszego artystycznie Gerharta Hauptmanna, czy też Arthura Schnitzlera.
Pierwsze dwa akty są skonstruowane poprawnie, a akcja toczy się tutaj żywo i konsekwentnie. Autorowi udało się dochować jedności miejsca, czasu i akcji. Współcześni recenzenci chwalili zwłaszcza pomysłowość sceny, w której po raz pierwszy spotkała się Helena z Matyldą. Ciekawie scharakteryzowane zostało otoczenie społeczne bohaterów, głównie niemieckie, wulgarne mieszczaństwo, uosobione w teściowej Mieczysława, jak również jego przyjaciele z cyganerii malarskiej. Krytyka surowo potraktowała natomiast akt trzeci – sztucznie doklejony do reszty przedstawienia, mocno melodramatyczny i psychologicznie mało prawdopodobny. Nieprzychylnie opisano także mało konsekwentną charakterystykę psychologiczną Kiryłły.
Dramat Szukiewicza jest uderzająco podobny do "Karykatur" Jana Augusta Kisielewskiego. Na fakt ten zwrócili uwagę prawie wszyscy recenzenci warszawscy. Władysław Rabski stwierdził, że dzieło jest "dramatem tak dziwnie przypominającym Karykatury Kisielewskiego, że trudno rozstać się z myślą natarczywą, aby jeden autor nie był tu wierzycielem, a drugi dłużnikiem". Z uwagi na czas powstania obu sztuk, najprawdopodobniej to Szukiewicz oddziaływał na Kisielewskiego.

## Przedstawienia i krytyka
Sztuka nigdy nie została opublikowana drukiem. W Krakowie główne role odtwarzali: Ludwik Solski (Kiryłło), Maria Przybyłko (Matylda), Wanda Siemaszkowa i Irena Pomian (Helena). W kwietniu 1898 roku a także w sezonie jesiennym tego samego roku, przedstawienie zagrano pięć razy i dodatkowo 8 czerwca 1898 roku gościnnie, we Lwowie. Zarówno lwowska, jak i krakowska krytyka, przyjęła je zasadniczo bardzo dobrze. Feliks Koneczny napisał: "Ułuda jest najlepszy utworem dramatycznym z polskiego dorobku dwóch ostatnich lat, a wśród młodszych w ogóle dotychczas najlepszym". Władysław Prokesch stwierdził, że "w utworze czuć werwę młodości, żywość i siłę fantazji, a obok tego duże uczucie teatru i techniki scenicznej". Antoni Beaupré natomiast recenzował dzieło następująco: "doczekaliśmy się nareszcie sztuki, która obok wielu wad, zresztą nieuniknionych w utworze autora młodego [...], posiada tyle prawdziwych i gruntownych zalet, że śmiało ją można policzyć do stanu czynnego naszego dramatycznego dorobku". Pochwały sztuki kończą się na akcie drugim – ponieważ akt trzeci jest jednoznacznie krytykowany. Jeden z krytyków lwowskich uznał nawet sztukę za "rzecz napisaną z wielkim wprawdzie talentem, ale nadzwyczaj wstrętną i nieprzyjemną".
Jednoznacznie pozytywne było natomiast przyjęcie przez krytyków samej realizacji scenicznej dzieła w reżyserii Tadeusza Pawlikowskiego. Podkreślano staranność opracowania szczegółów, w tym zwłaszcza scen zbiorowych. Bardzo dobre recenzje za aktorstwo zebrała Mario Przybyłko.
28 marca 1903 roku przedstawienie wystawiono w Warszawie na deskach teatru Rozmaitości. Nadano mu tutaj nowy tytuł – Odkupienie. Zarówno reżyserem, jak i głównym bohaterem, był Roman Żelazowski. Matyldę zagrała ponownie Maria Przybyłko, a Helenę, Maria Fedorowiczowa. Sztukę zagrano łącznie siedemnaście razy. Reakcja krytyki warszawskiej była w większości zbliżona do krakowskiej: bardzo chwalono dwa pierwsze akty i ganiono trzeci, jako niepotrzebny.
21 kwietnia w 1903 roku Odkupienie zagrano w Łodzi, a 24 lutego 1906 roku w Wilnie.